# Sloanea potsniroki
Sloanea potsniroki är en tvåhjärtbladig växtart som beskrevs av Vásquez. Sloanea potsniroki ingår i släktet Sloanea och familjen Elaeocarpaceae. Inga underarter finns listade i Catalogue of Life.